# Вулька-Ґродзиська (Мазовецьке воєводство)
Вулька-Ґродзиська (пол. Wólka Grodziska) — село в Польщі, у гміні Гродзиськ-Мазовецький Ґродзиського повіту Мазовецького воєводства.
Населення — 279 осіб (2011).
У 1975-1998 роках село належало до Варшавського воєводства.

## Демографія
Демографічна структура станом на 31 березня 2011 року:
|          | Загалом | Допрацездатний вік | Працездатний вік | Постпрацездатний вік |
| -------- | ------- | ------------------ | ---------------- | -------------------- |
| Чоловіки | 138     | 40                 | 81               | 17                   |
| Жінки    | 141     | 22                 | 88               | 31                   |
| Разом    | 279     | 62                 | 169              | 48                   |